# Barthelémy d'Armancourt
Barthelémy d'Armancourt, född 1728, död efter 1776, var en fransk skådespelare och sångare. Han var aktiv i Sverige inom Sällskapet Du Londel 1753-71. 
d'Armancourt agerade både inom tal och sång. Han räknades till de största sångtalangerna i Sverige under Frihetstiden vid sidan av Marguerite Morel, Marie Baptiste, Déricourt, och Taphinon Desroches.   